# Климат Кисловодска

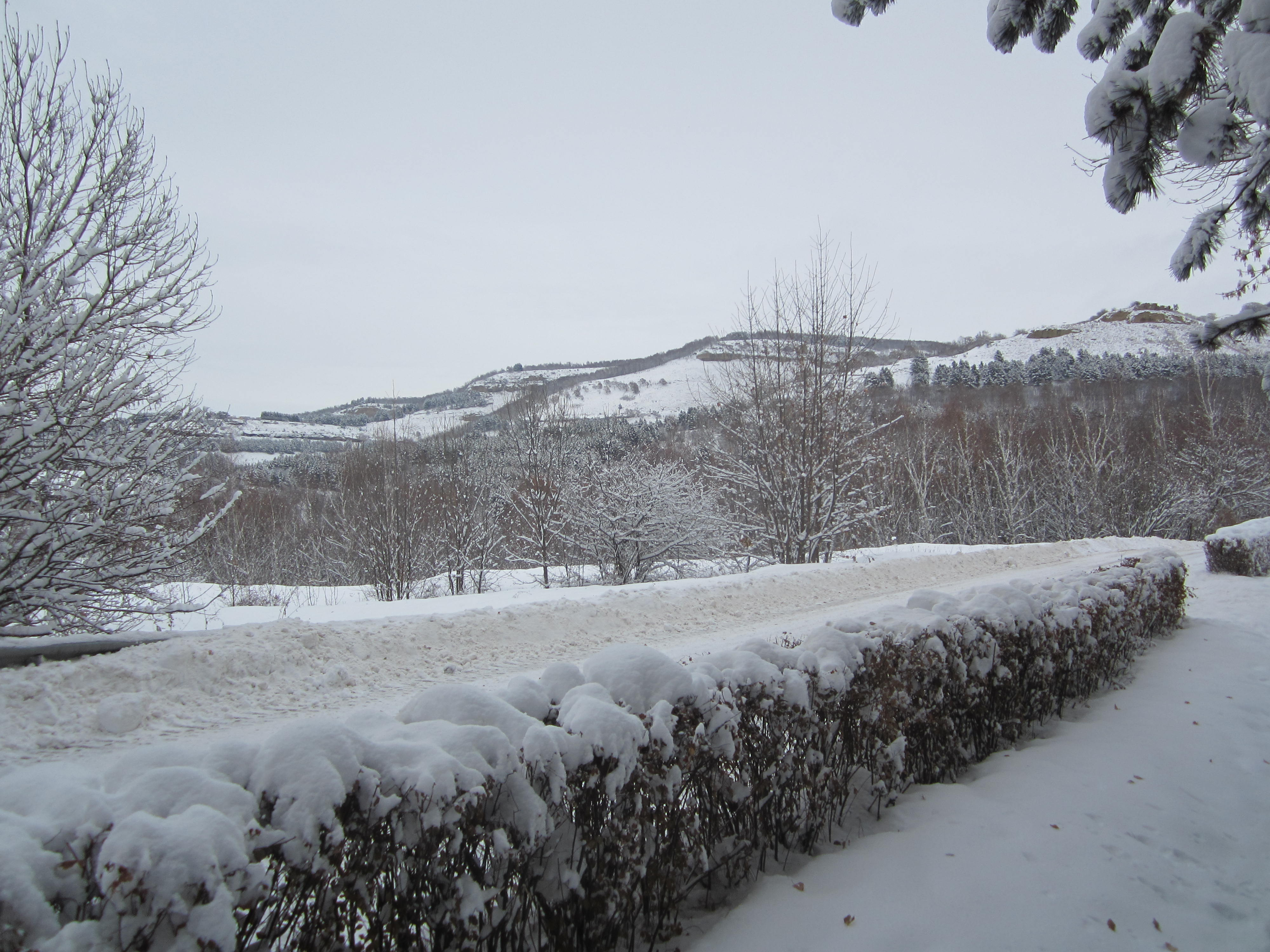
После снегопада в ноябре 2011

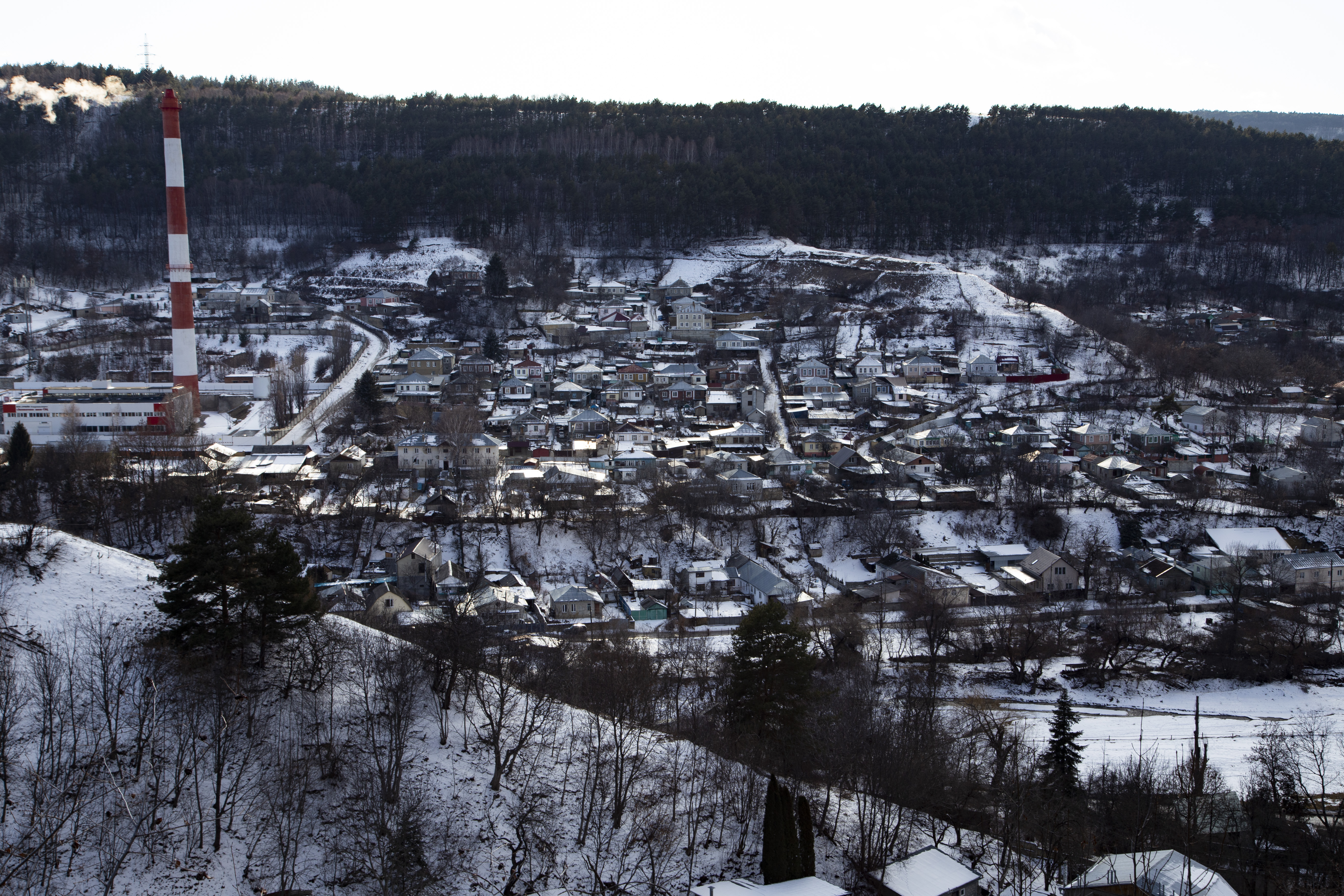
Зима в Кисловодске.

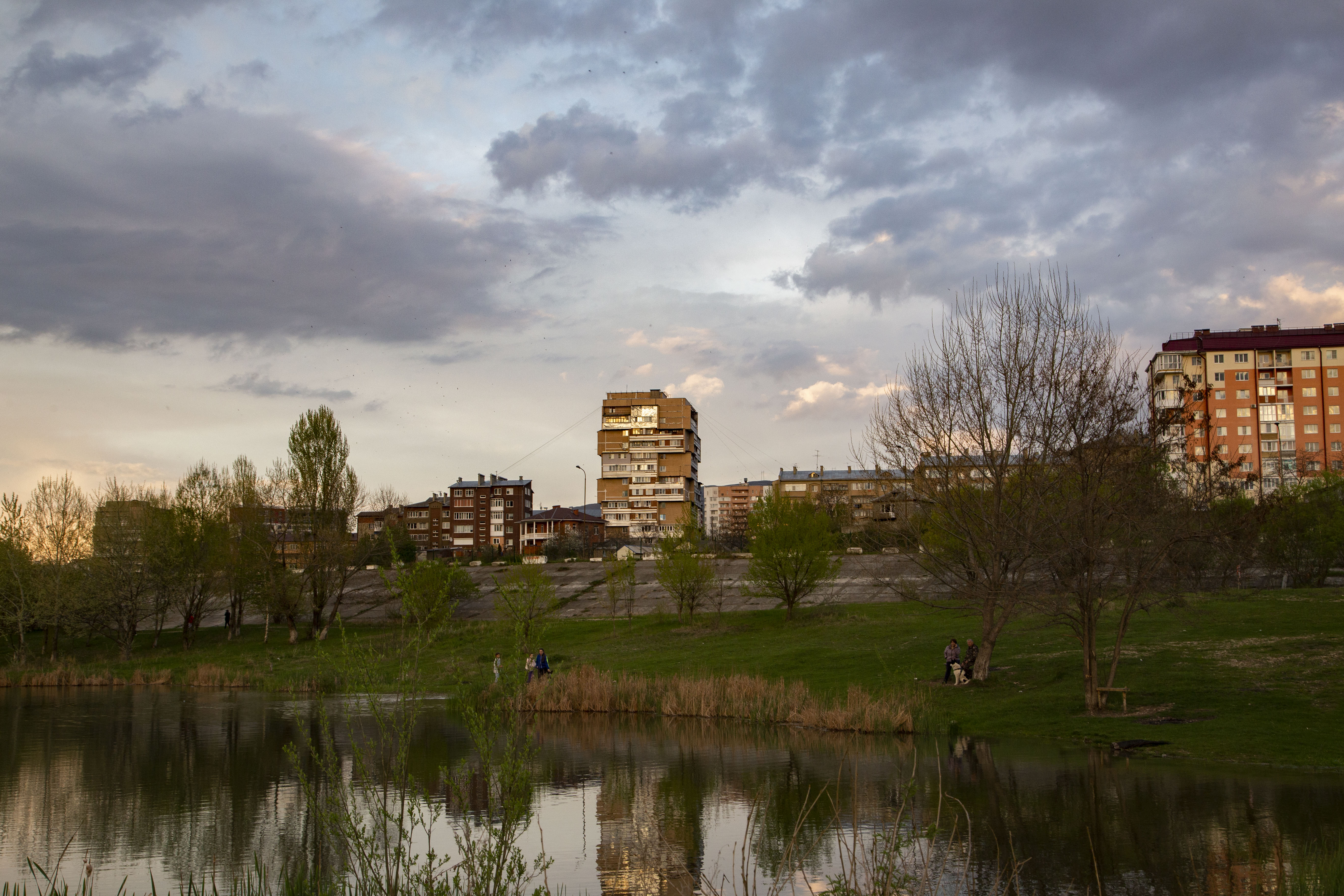
Весна в Кисловодске.

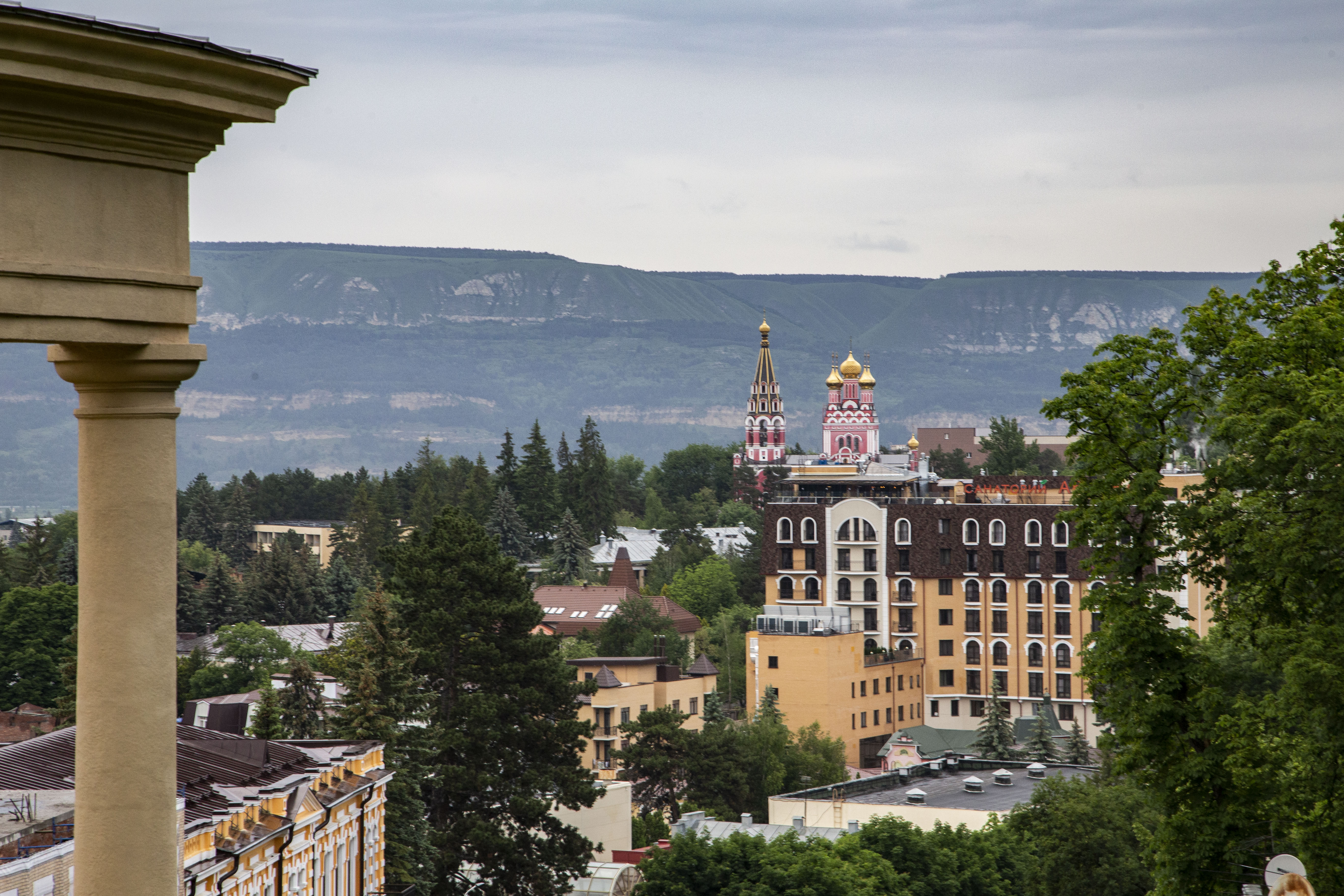
Лето в Кисловодске

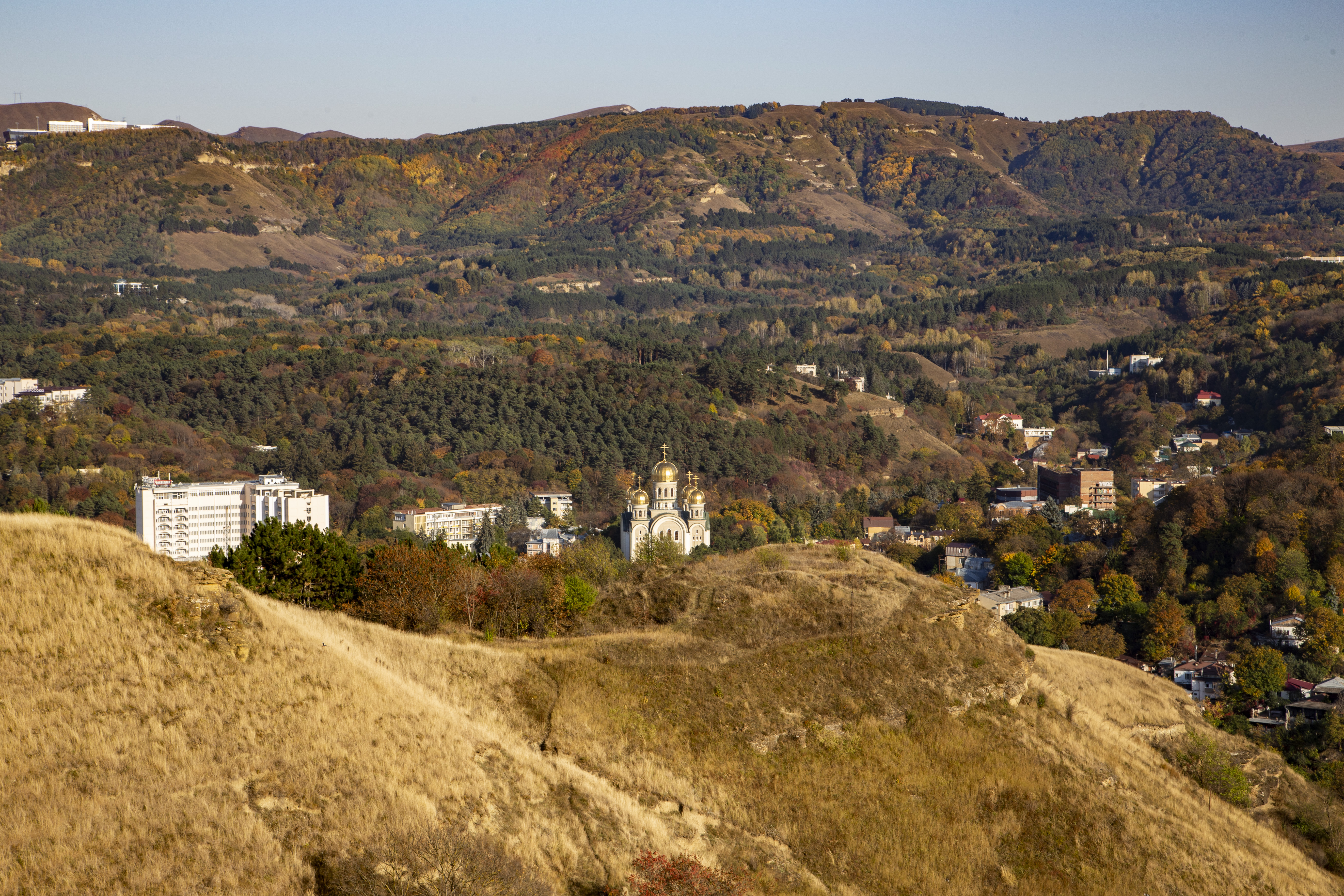
Осень в Кисловодске.

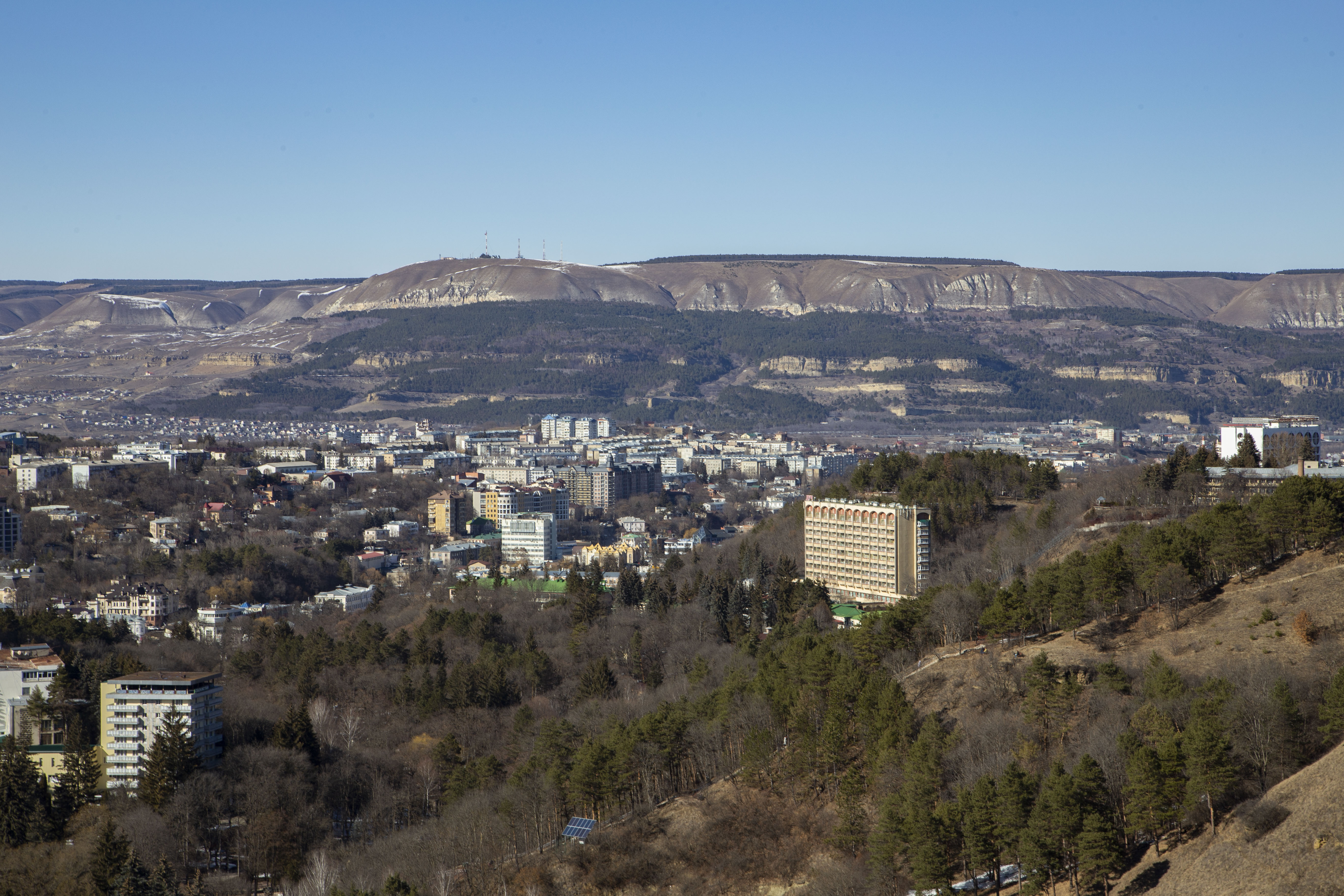
Кисловодск. Вид с горы Пикет.

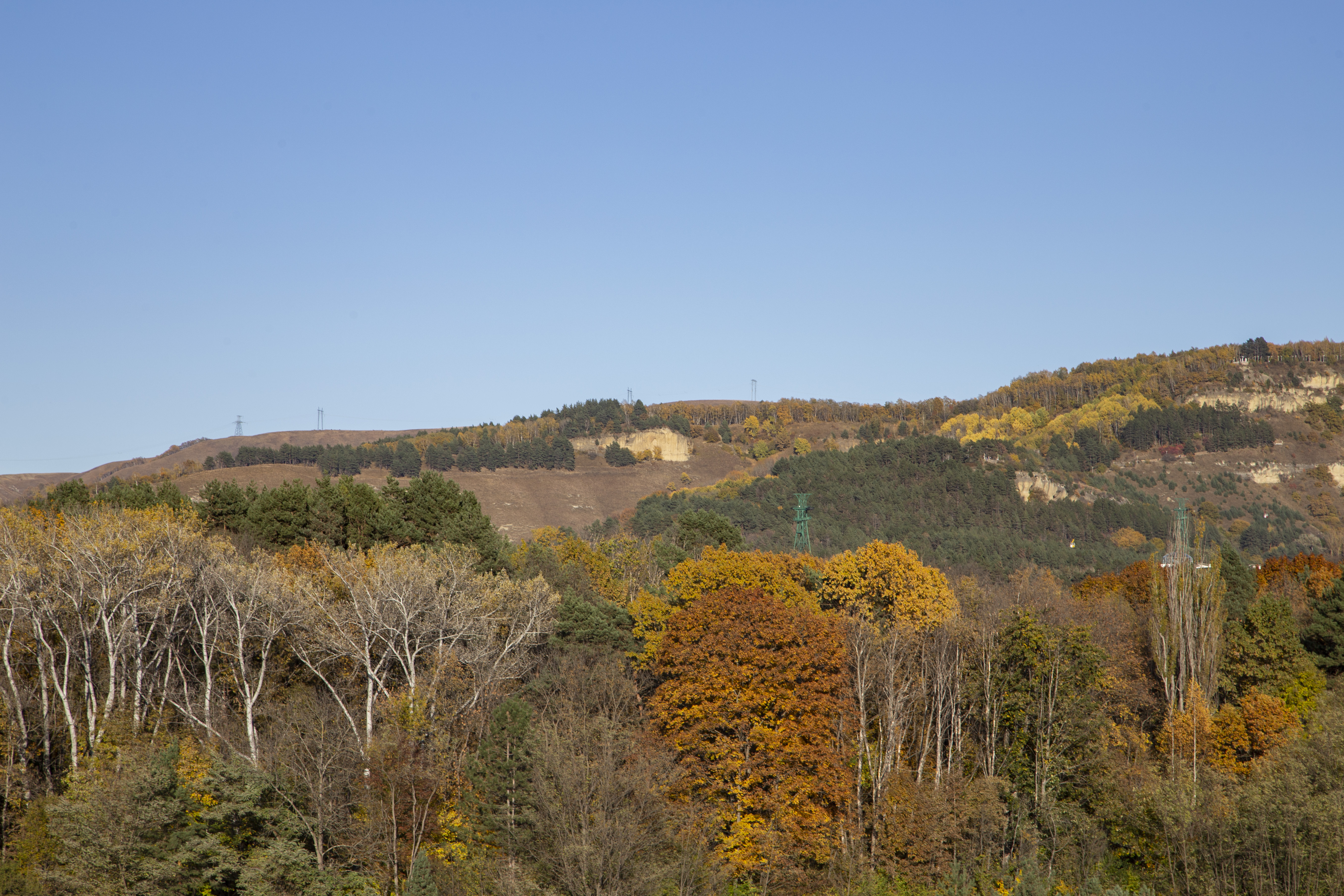
Вид с Сосновой горы на Джинальский хребет, октябрь 2023

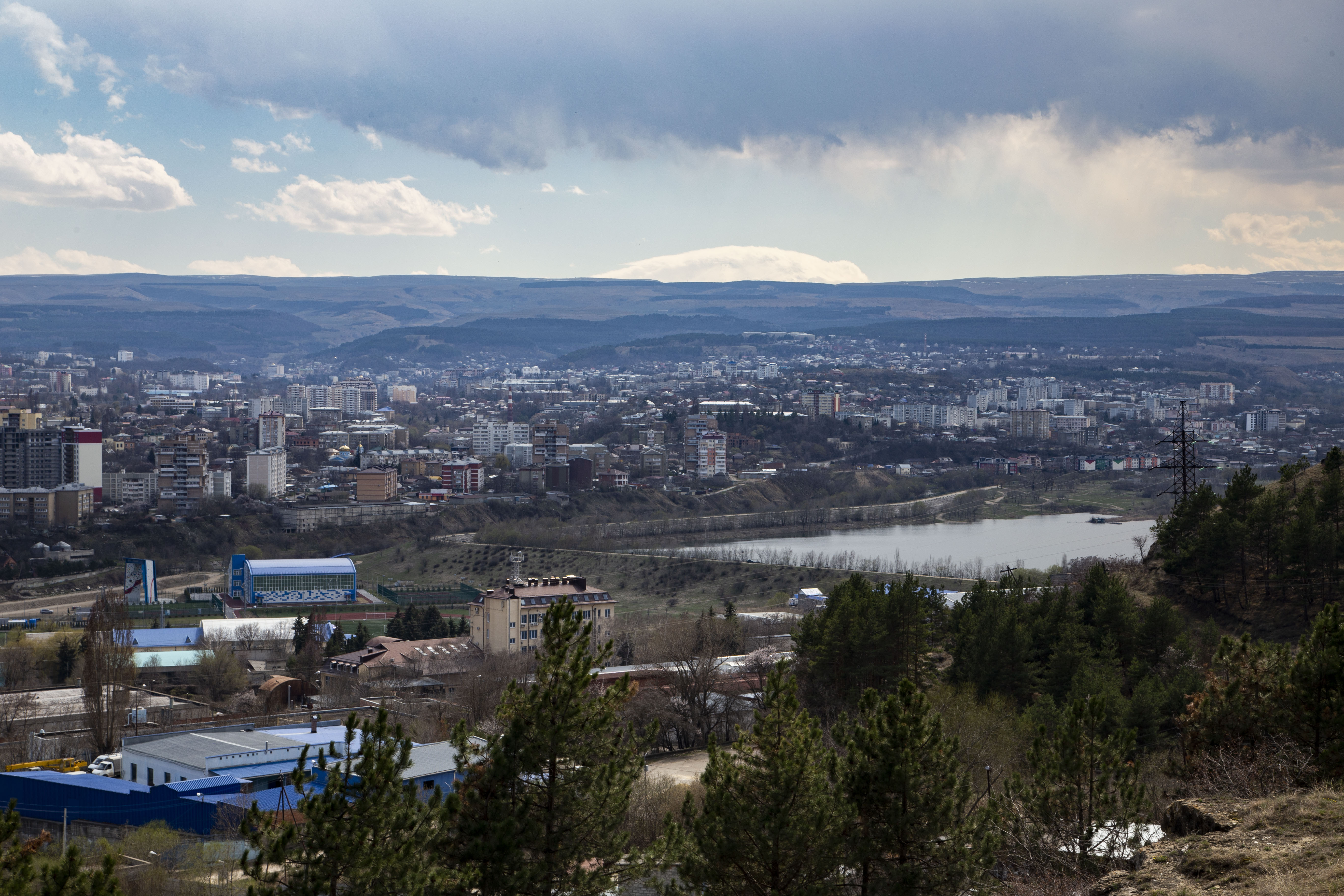
Апрель в Кисловодске

Горы, окружающие Кисловодск, формируют его особый микроклимат. Несмотря на то, что город расположен в глубокой долине среди гор, воздух здесь никогда не застаивается, так как долина непрерывно вентилируется свободным потоком свежего горного воздуха, идущего по ущельям рек. Для Кисловодска свойственна горно-долинная циркуляция воздуха. Кисловодск располагается значительно выше других курортов Кавказских Минеральных Вод и защищён цепью гор, достигающих высоты от 1200 м на севере, 1400 м на востоке и до 1600 м над уровнем моря на юге от города, тогда как свойственная холодному времени года низкая слоистая облачность, идущая с востока и юго-востока поднимается в основном до высоты 1000—1200 м. Город сравнительно открыт только с запада и северо-востока. Из-за этого, в основном в холодное время года, можно наблюдать резкую перемену погоды, выезжая из Кисловодска в солнечную погоду и попадая в пасмурную с дождём или снегом, уже через 10-12 км пути на северо-восток от Кисловодска, двигаясь в сторону городов Ессентуки, Пятигорск и Минеральные Воды. Холодные потоки восточных и юго-восточных ветров несут в район курортов Кавказских Минеральных Вод низкую густую облачность. Но снова выручают окружающие Кисловодск горы: они задерживают эти потоки и меняют их направление. Поэтому над курортом в такие моменты обычно висят разорванные и перисто-слоистые облака. Они хорошо просвечиваются солнцем и создают красивые пенистые узоры, поражающие причудливыми формами и шелковистым блеском. Иногда лучи солнца, пробиваясь сквозь них, создают радужное сияние с удивительно разнообразными сочетаниями цветов. Иногда низкая облачность с восточных направлений прорывается через Джинальский хребет и накрывает кисловодскую котловину. В тёплую половину года, особенно в послеобеденные часы, часто наблюдается обратная картина, когда в остальных городах КМВ солнечно и жарко, в Кисловодске может быть прохладная и пасмурная погода с дождём и грозой. Благодаря своему географическому положению Кисловодск является одним из лучших в мире горноклиматических курортов.

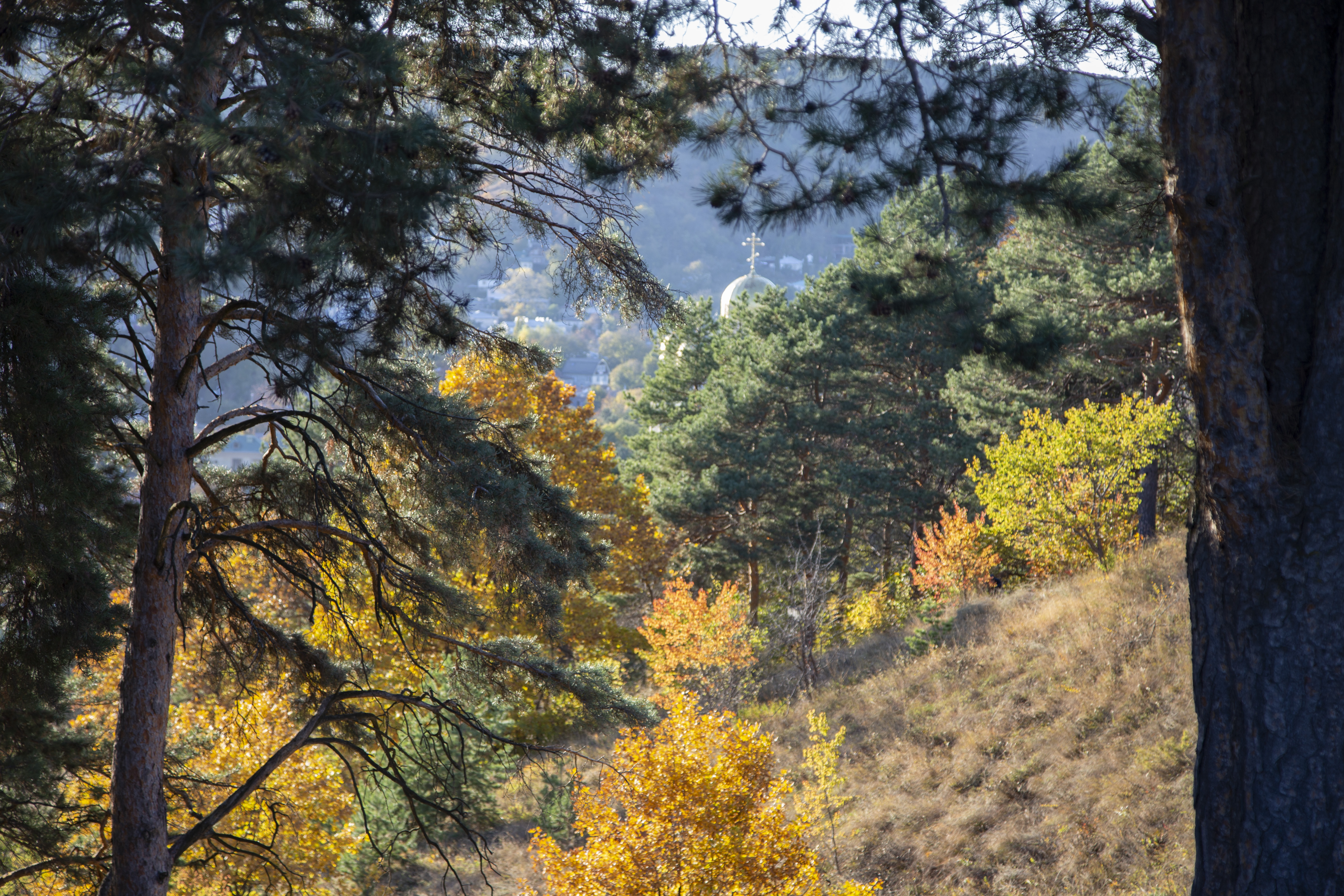
На Сосновой горе

Климат Кисловодска — умеренно континентальный с большим количеством солнечных дней. По количеству солнечных дней Кисловодск не уступает лучшим курортам мира. Количество пасмурных дней невелико — в среднем 52 дня за год. Количество часов солнечного сияния в Кисловодске в среднем составляет 2093 часа в год. Это 52,3 % по отношению к максимально возможной. Но не только время солнечного сияния, а и высокая интенсивность солнечной радиации характерна для Кисловодска, что обусловлено высоким положением курорта над уровнем моря и большой чистотой воздуха. Среднегодовая температура составляет около + 8,4 °C, что несколько ниже, чем на других курортах Кавказских Минеральных Вод. Среднегодовое количество осадков самое большое среди курортов КавМинВод — 674 мм, но при этом большая часть из них выпадает весной и в начале лета. Воздух в Кисловодске всегда чистый, преимущественно сухой и бодрящий. Кисловодск выделяется среди других курортов КавМинВод своей в основном более тихой, без сильных ветров погодой и относительно низкой влажностью в зимний период, которая колеблется днём от 56 до 70 %, что благотворно сказывается на самочувствии курортников. Средняя скорость ветра в Кисловодске за год немного меньше, чем на соседних курортах Ессентуки и Пятигорск. В сравнении с Железноводском она значительно меньше. Курорт отличается постоянством атмосферного давления, к тому же давление воздуха в Кисловодске в пределах местной нормы относительно низкое — 689 мм рт. ст. (нормальное давление над уровнем моря — 760 мм рт. ст.), поэтому отдыхающие испытывают подъём сил, прилив бодрости и хорошего настроения, что благотворно влияет на лечение больных. Атмосферное давление в разных районах Кисловодска может сильно отличаться, это происходит из-за перепада высот, в пределах города от 750 м до 1200 м над уровнем моря. Также в зависимости от высоты и рельефа различается температура воздуха, влажность и скорость ветра в разных районах города. Так влажность в нижней части курортного парка обычно выше, а в районе Храма воздуха, например, ниже.
Южное положение Кисловодска обеспечивает поступление большого количества солнечного тепла на протяжении всего года, а близость субтропиков и Чёрного моря обусловливает возможность проникновения оттуда тёплых воздушных масс. Однако Главный Кавказский хребет преграждает доступ потоков воздушного тепла из Закавказья и со стороны Чёрного моря. Лишь самые сильные из этих волн достигают Кисловодска и региона КМВ. Каспийское море так же, как и Чёрное (правда, по другим причинам), не оказывает смягчающего влияния на климат Кисловодска. Зимой северная часть Каспийского моря замерзает, и восточные ветры в этот период года приносят обычно холодную погоду. С другой стороны, относительно небольшие размеры моря не в состоянии сколько-нибудь заметно охладить проносящиеся через него летом горячие волны воздуха Закаспийских и Среднеазиатских пустынь.

## Зима
Зима в Кисловодске умеренно мягкая, сухая, с неустойчивым снежным покровом, холода обычно наступают во второй половине ноября или даже позже. Снегопад обычно бывает небольшой, хотя выпавший снег может лежать 1,5 — 2 месяца. Среднее число дней с устойчивым снежным покровом 66 дней за год. Максимальное число дней с снежным покровом: 135 дней, минимальное: 27 дней. Устойчивый снежный покров в среднем образуется 26 декабря, разрушается 18 февраля. Самая ранняя дата установления устойчивого снежного покрова 11.11.1993, самая ранняя дата разрушения устойчивого снежного покрова 15.01.1996. Самые поздние даты установления и разрушения устойчивого снежного покрова в Кисловодске 05.02.1986 и 23.03.1993 соответственно.  Зимние пейзажи в Кисловодске такие же красочные, как и летние: пушистый снег покрывает ветви хвойных деревьев и пригибает их к земле, земля покрыта белым покрывалом, а над ними ярко-голубое небо. Лучи солнца заставляют искриться миллиарды снежинок, которые кружатся в воздухе от лёгкого колебания веток, воздух чистый и немного резкий, вселяет особую бодрость. Особенно хорошо в эти дни в горах Кисловодска. Самый холодный месяц — январь (средняя температура января по наблюдениям за 1991—2020 г. −2,2 °C), но при вторжении воздушных масс арктического происхождения температура воздуха может понизиться даже до −29 °C (бывает крайне редко), в то же время при оттепелях бывает повышается до +10 +15 °C. Максимум температуры воздуха зимой +24 °C. Зимой много солнечных дней, в течение дня солнце светит не менее 4 часов (что при наличии снежного покрова и значительной высоты над уровнем моря в верхнем парке требует защиты глаз и открытых участков кожи от ультрафиолетового излучения солнца). Зимой часто отмечается штиль. Сильные ветры бывают редко, хотя иногда может всю неделю дуть холодный и сильный (до 20 м/с) северо-восточный, восточный, юго-восточный ветер. Это бывает в те периоды, когда на северо-востоке усиливается антициклон, а с юго-запада, со стороны Чёрного моря, идёт циклон, из-за большой разности давления и усиливается восточный и юго-восточный ветер. Со стороны Джинальского хребта он неожиданно врывается в кисловодскую долину, и стихает так же резко. Зимой относительная влажность воздуха в среднем 71 %. Влажность воздуха зимой в течение дня бывает очень непостоянной. Влажность воздуха также сильно разнится в зависимости от района города и района курортного парка. Температура воздуха зимой в Кисловодске очень непостоянна. Характерны большие перепады от ночного минимума к дневному максимуму. Часто случаются оттепели, в среднем - 59 дней зимы с оттепелью. Это самое большое среднее число дней с оттепелью за зиму по Ставропольскому краю (среднее по краю число дней с оттепелью зимой - 46). Ночи зимой, как правило, всегда морозные. Минимальная температура воздуха зимой - 28,9 °C, максимальная + 24,4 °C.

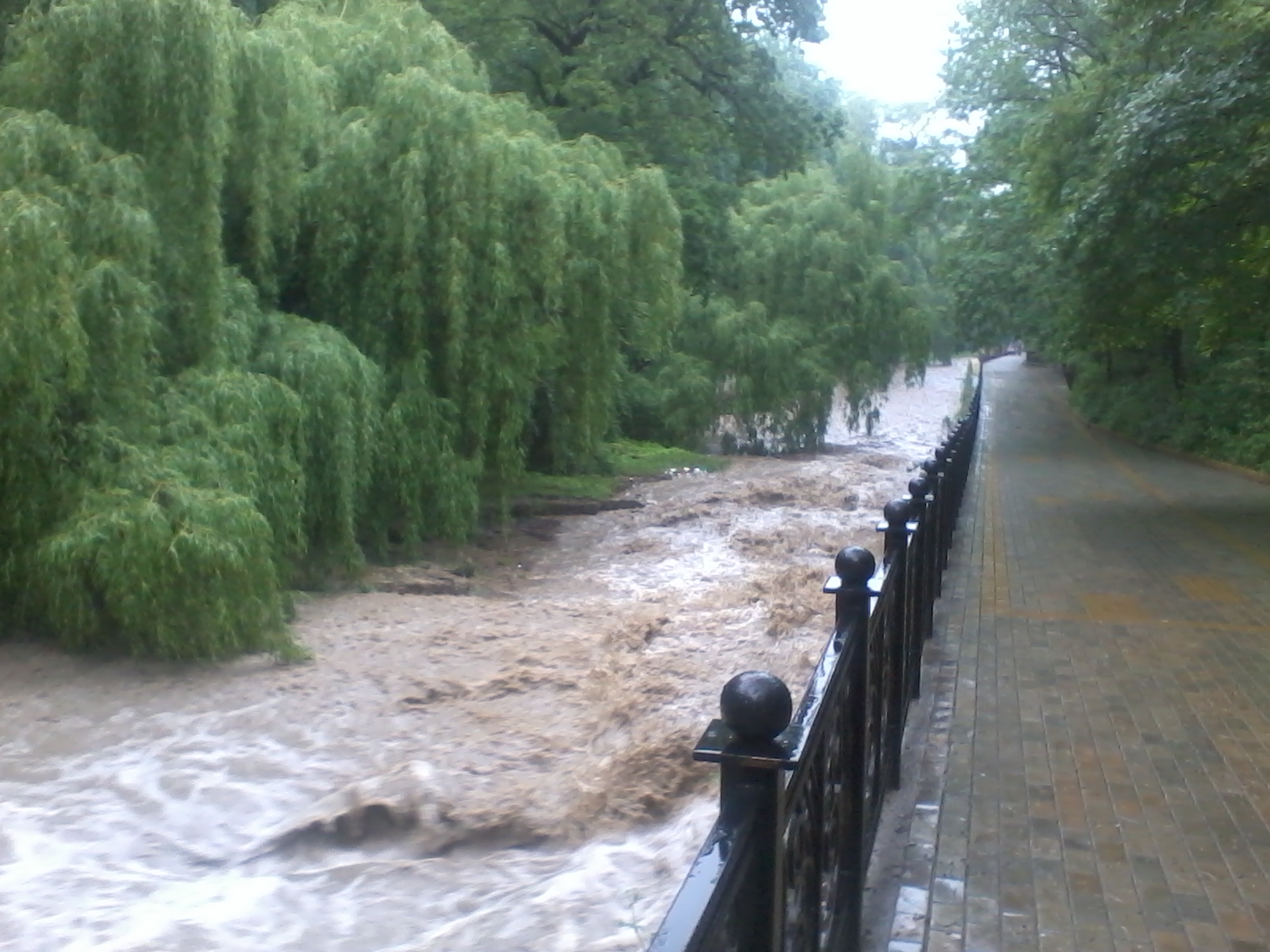
Река Ольховка бушует после ливня.

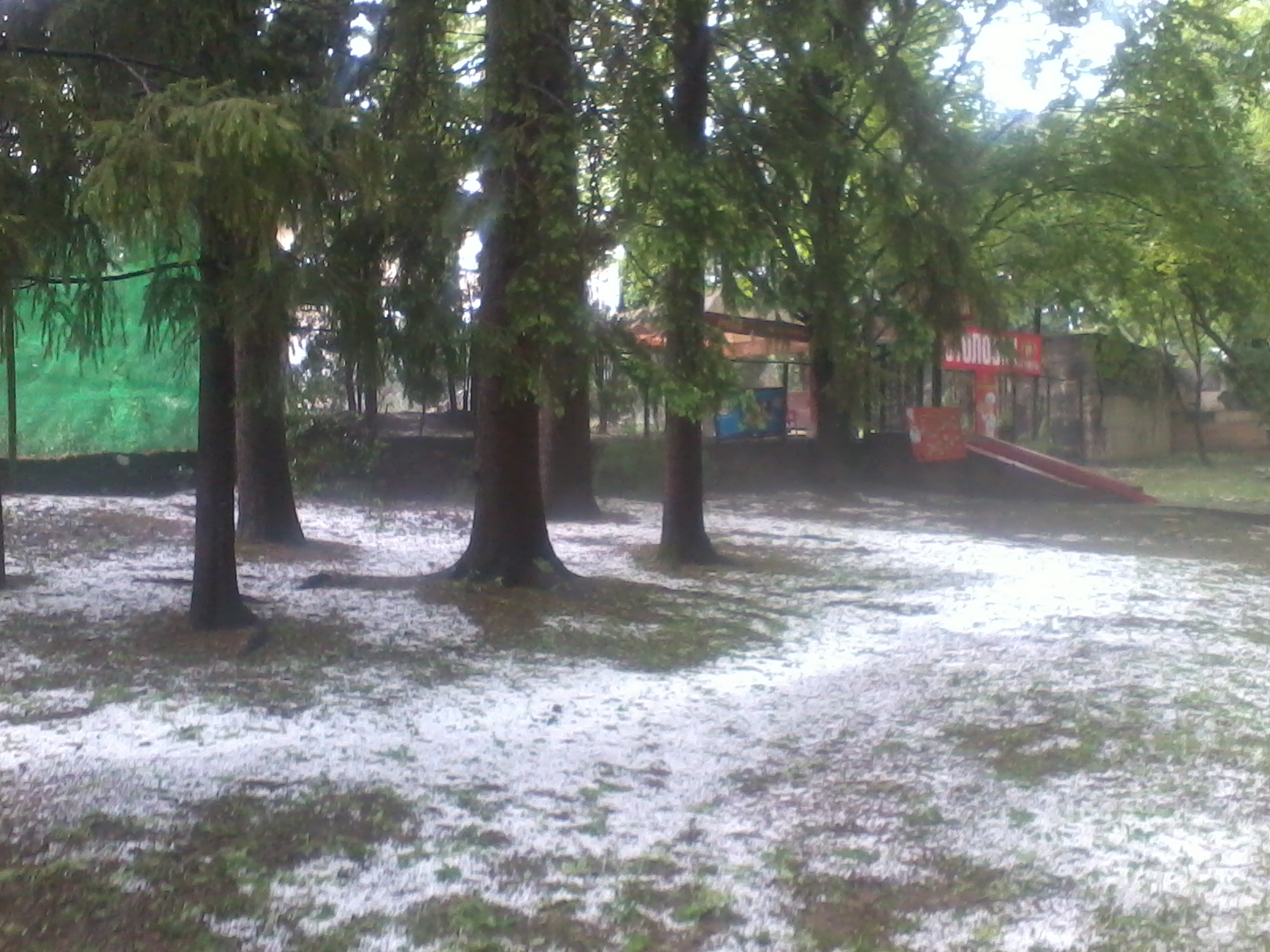
Град в парке.

## Весна
Весна наступает позже, чем на других курортах Кавказских Минеральных Вод, погода изменчива и ветрена, особенно в апреле, наблюдается смена дождей снегопадом, тёплой погоды — холодной. Относительная влажность воздуха весной в среднем около 71 %. В марте часты возвраты холодов со снегопадами, хотя также случаются и вспышки почти летнего тепла. В марте ещё могут возвращаться морозы вплоть до −18 °C. Такая температура может отмечаться даже в конце месяца. В апреле дождей становится больше, средняя температура растёт, наступает настоящая весна, погода всё ещё переменчива, количество пасмурных дней около 6 за месяц. Общая облачность в апреле достигает максимальных значений. Также в апреле велика вероятность ночных морозов. Апрель по статистике является самым ветреным месяцем в Кисловодске. Средняя скорость ветра в этом месяце достигает 1,9 м/с (средняя за год 1,5 м/с). Для апреля всё ещё характерны снегопады и ночные морозы. Один из самых сильных и поздних наблюдался 22 апреля 2009 года, тогда выпало 15 сантиметров снега. Ночью 23 апреля 2009 года температура падала до - 8,1 °C. В мае обычно бывает тепло, средняя температура мая по многолетним наблюдениям + 12,9 °C. Осадки в основном обильные, носят уже преимущественно грозовой характер. В мае могут наблюдаться туманы. В начале месяца всё ещё возможны заморозки и выпадение снега. В мае также возможно выпадение града. 14 мая 2016 года на северную часть Кисловодска обрушился интенсивный град размером с грецкий орех. Град повредил много машин. 22 мая 2021 года в Кисловодске выпал крупный град, местами по городу и в окрестностях его размер был с куриное яйцо (район Бермамыт). Минимальная температура весной - 18,0 °C, максимальная + 34,2 °C.

## Лето
Лето в Кисловодске умеренно влажное, сравнительно прохладное. В Кисловодске почти не бывает особо жарких дней. Благодаря долинным горным ветрам поздним вечером и ранним утром всегда прохладно, разница ночной и дневной температуры воздуха обычно составляет 10-15 °C. Средняя температура июля — августа 19,0 °C. Дожди большей частью кратковременные, грозовые, с мая по июль довольно частые и обильные (в мае-июле максимальное количество осадков за месяц может доходить даже до 263—297 мм). Для этого времени года, особенно для июня, характерны сходы селевых потоков разной мощности. Также в начале лета часто выпадает град. В июне нижняя облачность достигает своих максимальных значений за год. Наблюдается ещё более активная, чем в мае грозовая деятельность. В августе количество осадков уменьшается, в среднем 63 мм за месяц (абсолютный максимум осадков за август — 196 мм). Летом относительная влажность воздуха в Кисловодске в среднем около 74 %. Грозы проходят бурно и обычно кратковременно. В течение всего лета сохраняется опасность выпадения града. Как показали многолетние наблюдения, самыми дождливыми бывают май, июнь и июль. Увеличение количества осадков весной и летом объясняется близостью Кавказского хребта. Дожди в этот сезон обычно проходят, как грозы, бурно и кратковременно, обычно во второй половине дня, и почти не мешают отдыху. Воздух после дождя особенно чист и прозрачен, и уже вечером можно вновь гулять по парку. Но не всегда кисловодские грозы так безобидны. Через каждые четыре-пять лет выпадают такие обильные ливни, что потоки мутной воды, мчащиеся с гор, переполняют русла рек, подмывают берега, сносят деревья. Стремительные ливни приносят иногда разрушения. Довольно серьёзная буря в городе была 27 июля 2018 года, когда улицы превратились в бурлящие потоки, а шквалистый ветер повалил деревья во многих районах города. К счастью такие катаклизмы здесь бывают довольно редко. До бури 27.08.2018 ,было масштабное наводнение в июне 2002 года и летом 1976 г. Сильный град, один из самых поздних по времени года, наблюдался 03.08.2013 г. Минимальная температура воздуха летом - 0,4 °C, максимальная + 36,4 °C.

## Осень
Осень в Кисловодске умеренно сухая. Близость снеговых вершин к вечеру навевает свежесть, а на ночь уже приходится закрывать окна. В сентябре уже могут случиться первые заморозки, самое раннее — 13 сентября. Обычно же погода в сентябре тёплая. Осадков выпадает в среднем 60 мм за месяц. Максимальное количество осадков, выпадавшее в сентябре — 139 мм. Осенью относительная влажность воздуха в среднем около 74 %. В октябре в Кисловодске всё ещё много тёплых солнечных дней, но начинает чувствоваться, и дыхание осени, особенно по ночам. Ночи в основном уже холодные, могут случаться заморозки. Редко, в октябре уже может выпасть первый снег и тут же растаять, а может быть по-летнему тепло и сухо. Преимущественно солнечная и сухая погода держится обычно до конца октября. Осадков немного, в основном безветренно и солнечно. Октябрь — период золотой осени в Кисловодске. В ноябре учащаются ночные заморозки, и может быть по-зимнему холодно, наступает предзимье. В основном же средняя температура ноября +2 +4 °C. Возрастает количество туманов. Также в ноябре обычно выпадает первый снег. Снегопады могут быть интенсивными, так за ночь 17 ноября 2006 года выпало 26 мм осадков в виде снега, с утра город буквально утопал в снегу. Также интенсивный снегопад обрушился на Кисловодск 1-2 ноября 2019 года, выпало 32 мм осадков. Минимальная температура воздуха для ноября и всей осени: - 25,0 °C. Максимальная может подняться до + 26 °C. Для осени максимальная температура воздуха + 36,0 °C.

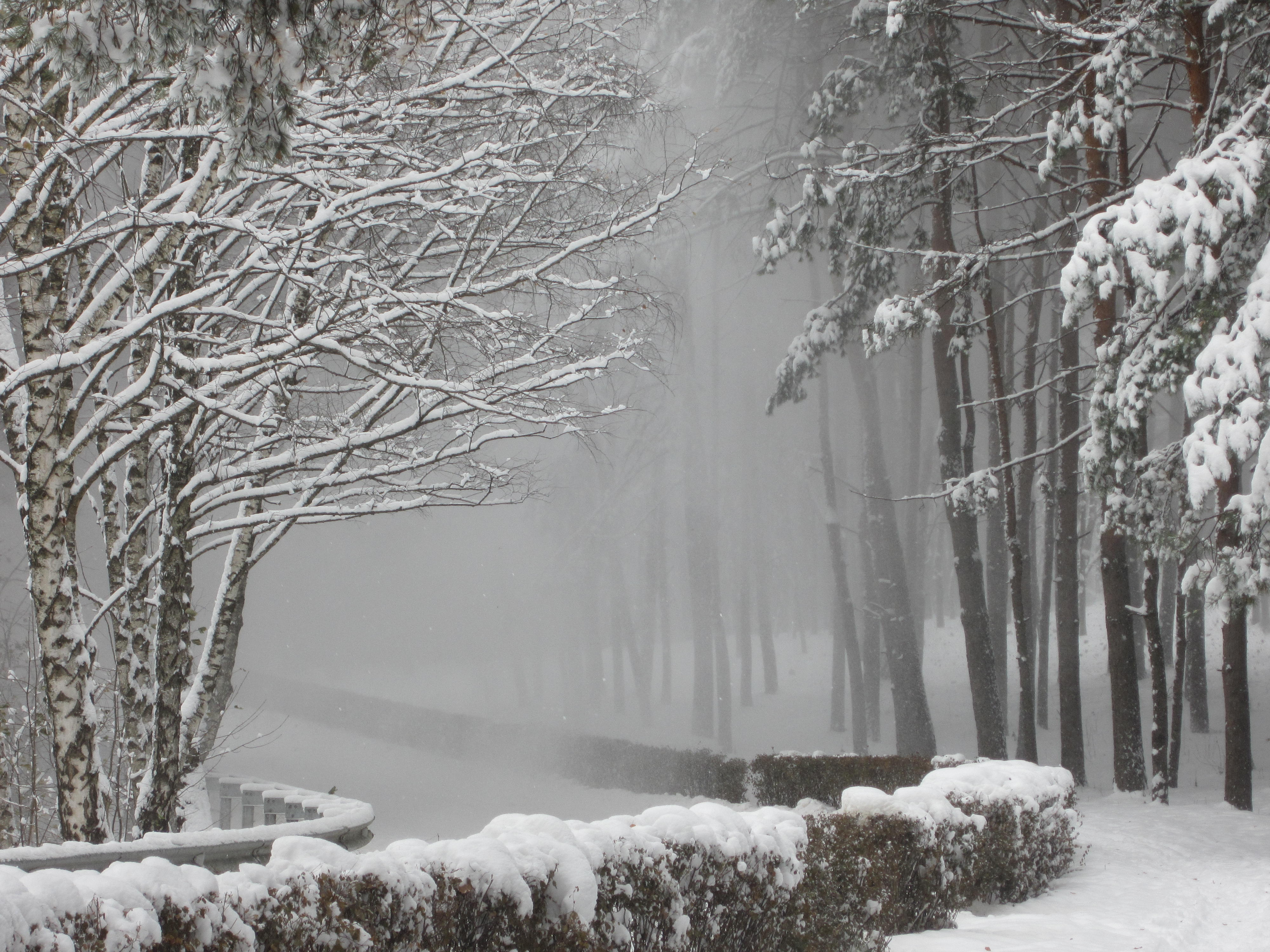
Ноябрь 2011 года.

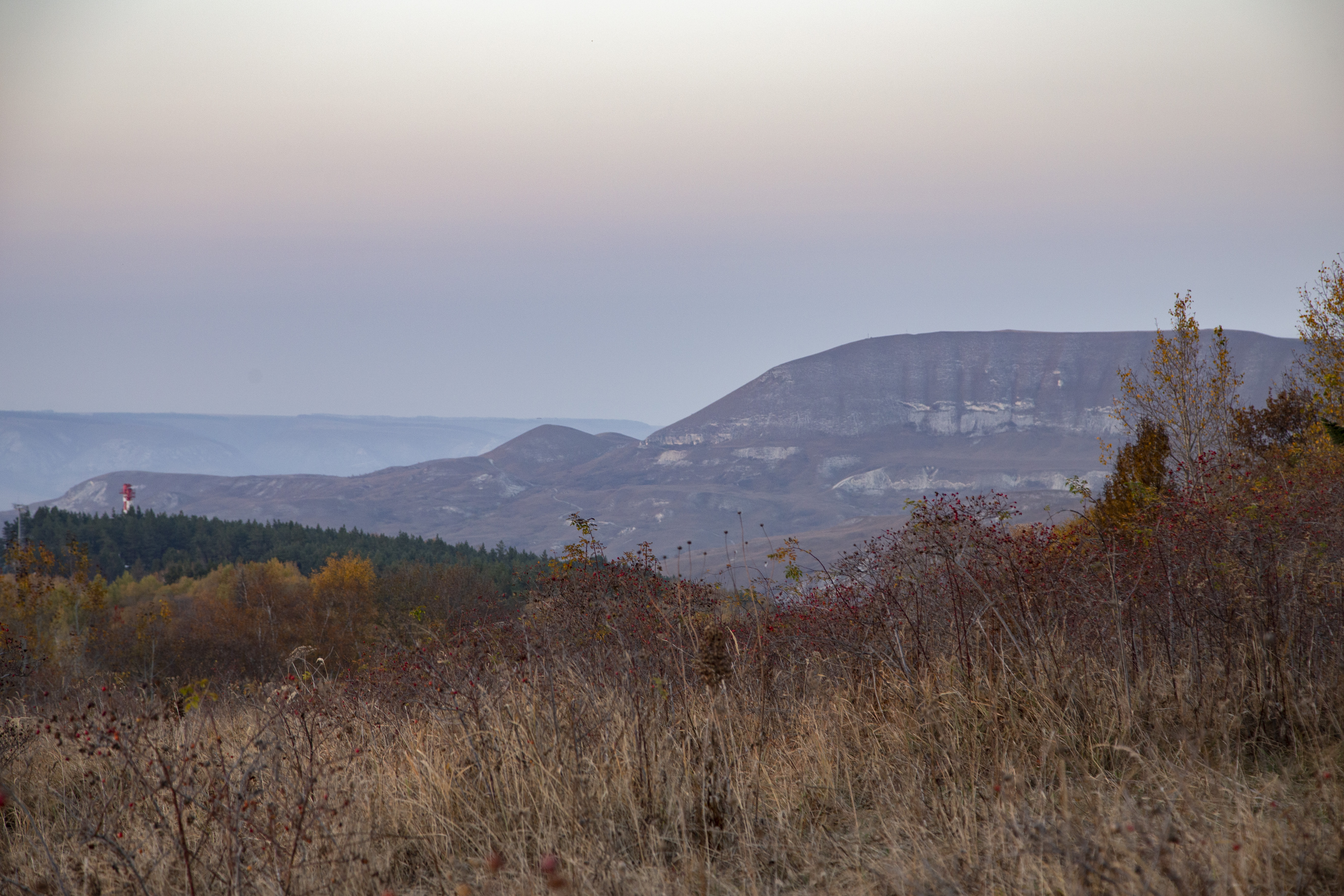
Гора Кабан, 1281 м.

## Погодные явления
Облачность в оценке лечебного климата является особо важным фактором. Температура воздуха, количество ясных и пасмурных дней, продолжительность и интенсивность солнечного сияния зависят от облачности. В течение года облачность в Кисловодске умеренная и равна 56 процентам покрытия неба.
Весной облачность несколько выше. Осень — наиболее солнечный сезон. Много солнечных дней с почти открытым небом зимой, хотя в этот сезон бывают дни, когда небо закрыто массивными тучами и солнце не проглядывает весь день. Однако таких хмурых дней мало: в среднем 5 - 6 за месяц.
Как показали многолетние наблюдения, в Кисловодске в среднем в году бывает 171 день с осадками, из них: весной 51 день, летом 49 дней, осенью 38 дней, зимой — 33 дня. Таким образом, самым дождливым периодом является весенне-летний. Однако дожди в этот сезон часто проходят как грозы — бурно и кратковременно, чаще во второй половине дня.
Средняя скорость ветра в Кисловодске за год равна 1,5 м/с. Сильный ветер скоростью 11 м/с и более для Кисловодска – редкость. Почти также редки свежие ветры скоростью 6 м/с и более. Часто скорость ветра не превышает 5 м/с. Максимальный порыв ветра, отмеченный в Кисловодске – 35 м/с (январь 1987 г.). Опасные порывы ветра скоростью 15 м/с и более в Кисловодске отмечаются во время гроз, фёнов, восточных и западных ветров, вызванных большими перепадами давления. Весна – самое ветреное время года в Кисловодске. Наиболее сильные ветра обычно отмечаются ранней весной и поздней осенью. Зимой средняя скорость ветра – 1,4 м/с; весной – 1,7 м/с; летом – 1,5; осенью – 1,4 м/с. Повторяемость различных направлений ветра за год в Кисловодске: северный ветер - 14 %; ветер восточных румбов - 41 %; южный ветер - 24 %; ветер западных румбов - 21 %.
Безморозный период наступает в разные сроки, самое раннее с 20 марта, но не позднее 13 мая. Продолжительность безморозного периода от 150 до 220 дней. Первые заморозки обычно наступают в период с 26 сентября по 17 ноября. Самые ранние заморозки датируются 13 сентября. Среднее число дней с морозами равно 141, из них дней без оттепели 39. Средние даты устойчивого перехода средней суточной температуры воздуха через 0 °C наступают с 8 марта; выше 5 °C с 31 марта; выше 10 °C с 28 апреля; выше 15 °C с 8 июня; ниже 15 °C с 7 сентября; ниже 10 °C с 8 октября; ниже 5 °C с 6 ноября; ниже 0 °C с 16 декабря.

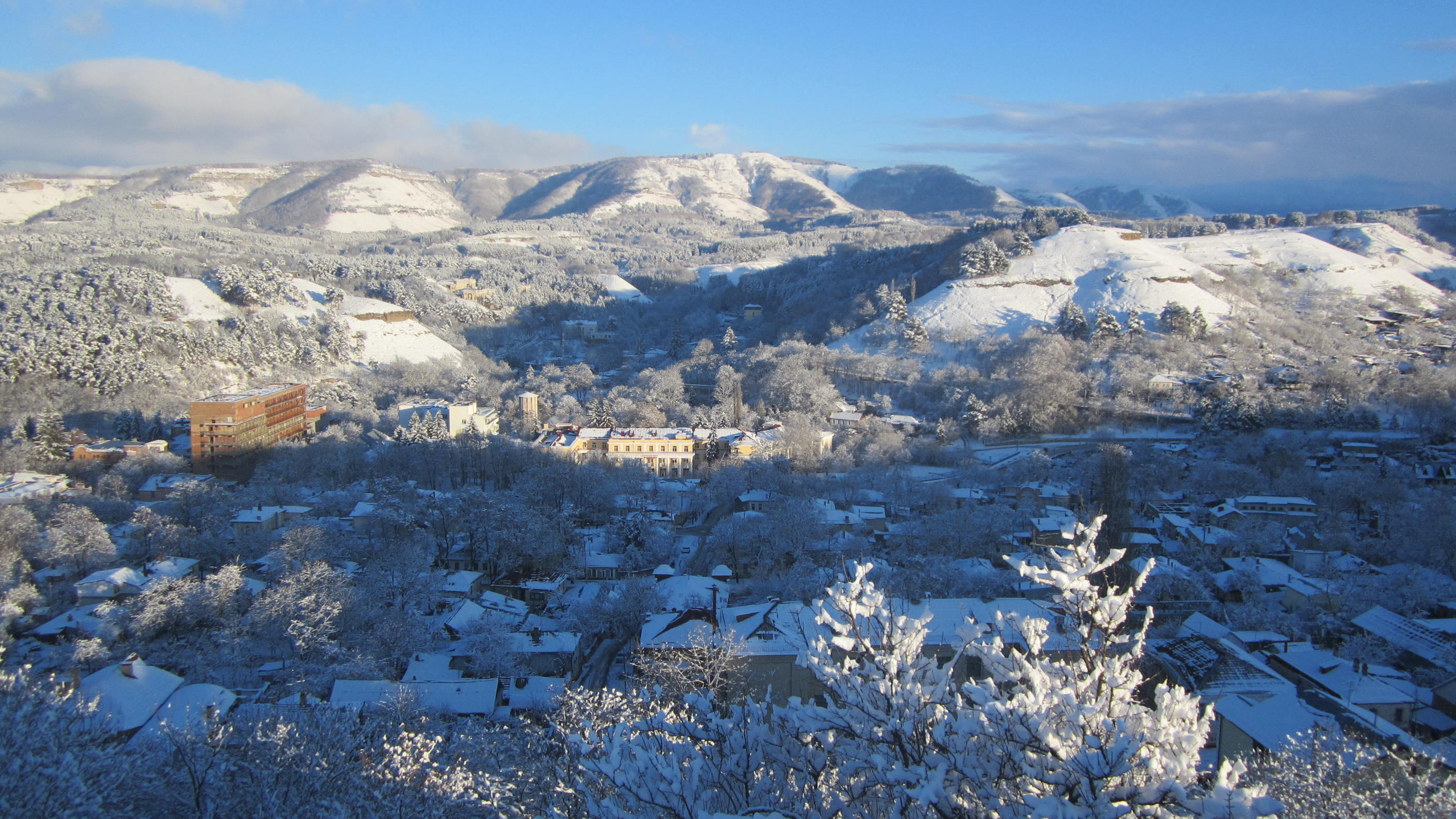
После снегопада. 30.12.2012

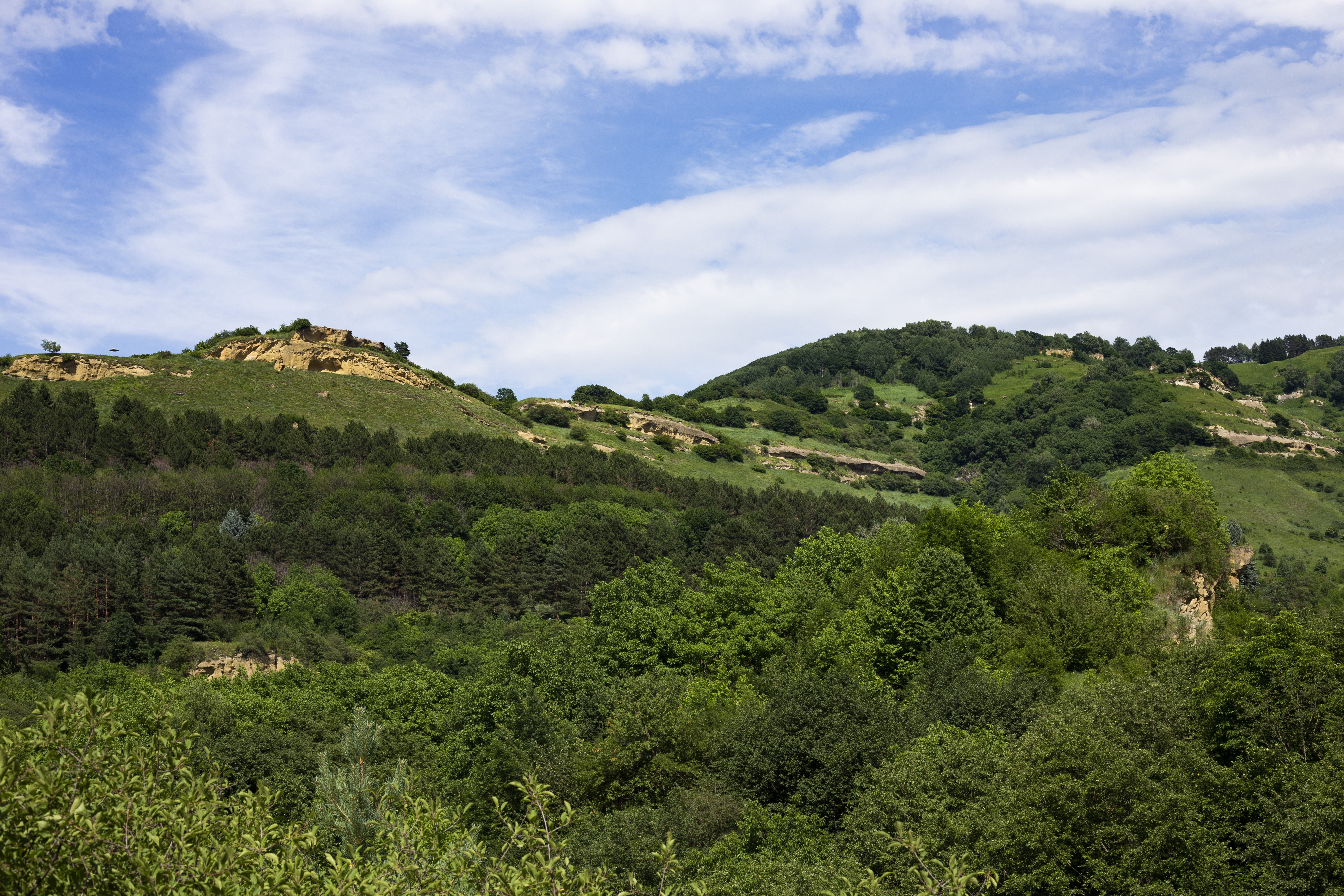
Курортный парк в июне.

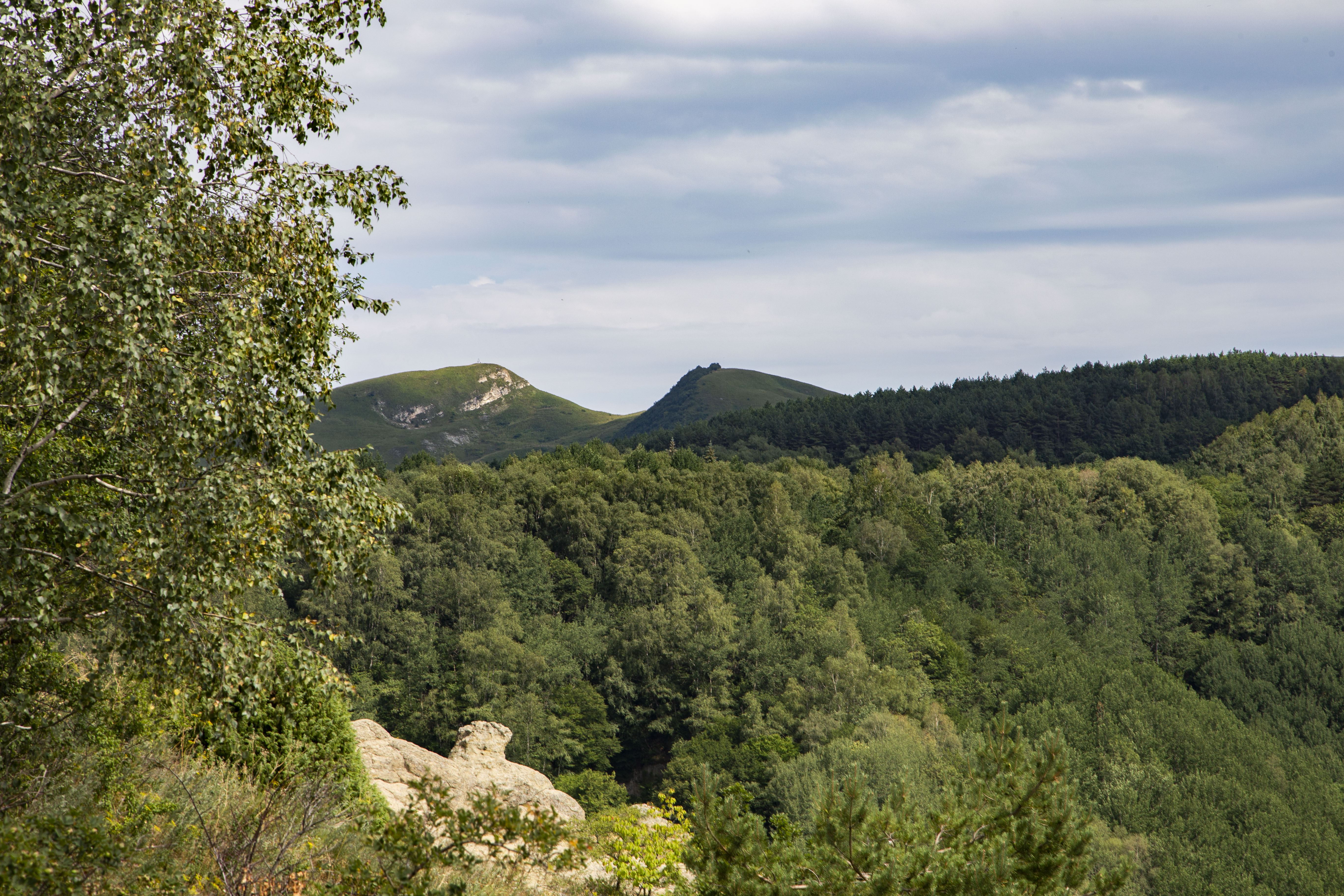
Гора Большое Седло, 1409 м.

В отношении туманов Кисловодск находится в лучших условиях в сравнении с другими курортами КМВ. В Кисловодске туманов в холодный период меньше, чем в Ессентуках и Пятигорске. И значительно меньше, чем в Железноводске. Туман в Кисловодске чаще наблюдается в северной части города. Бывают дни, когда туманы прорываются по руслу Подкумка и Берёзовой и обволакивают нижние террасы курорта, но в возвышенную часть города они обычно не проникают. В холодное время года с ноября по март в Кисловодске в среднем бывает 23 дня с туманами, а с апреля по октябрь — 12 дней.
Грозы в Кисловодске особенно интенсивны. За год в среднем насчитывается 42 дня с грозой. Количество дней с грозой самое большое среди городов КМВ и всего Ставропольского края. Начинаются они обыкновенно с апреля, наиболее часты в июне-июле и заканчиваются в октябре.

## Климатограмма

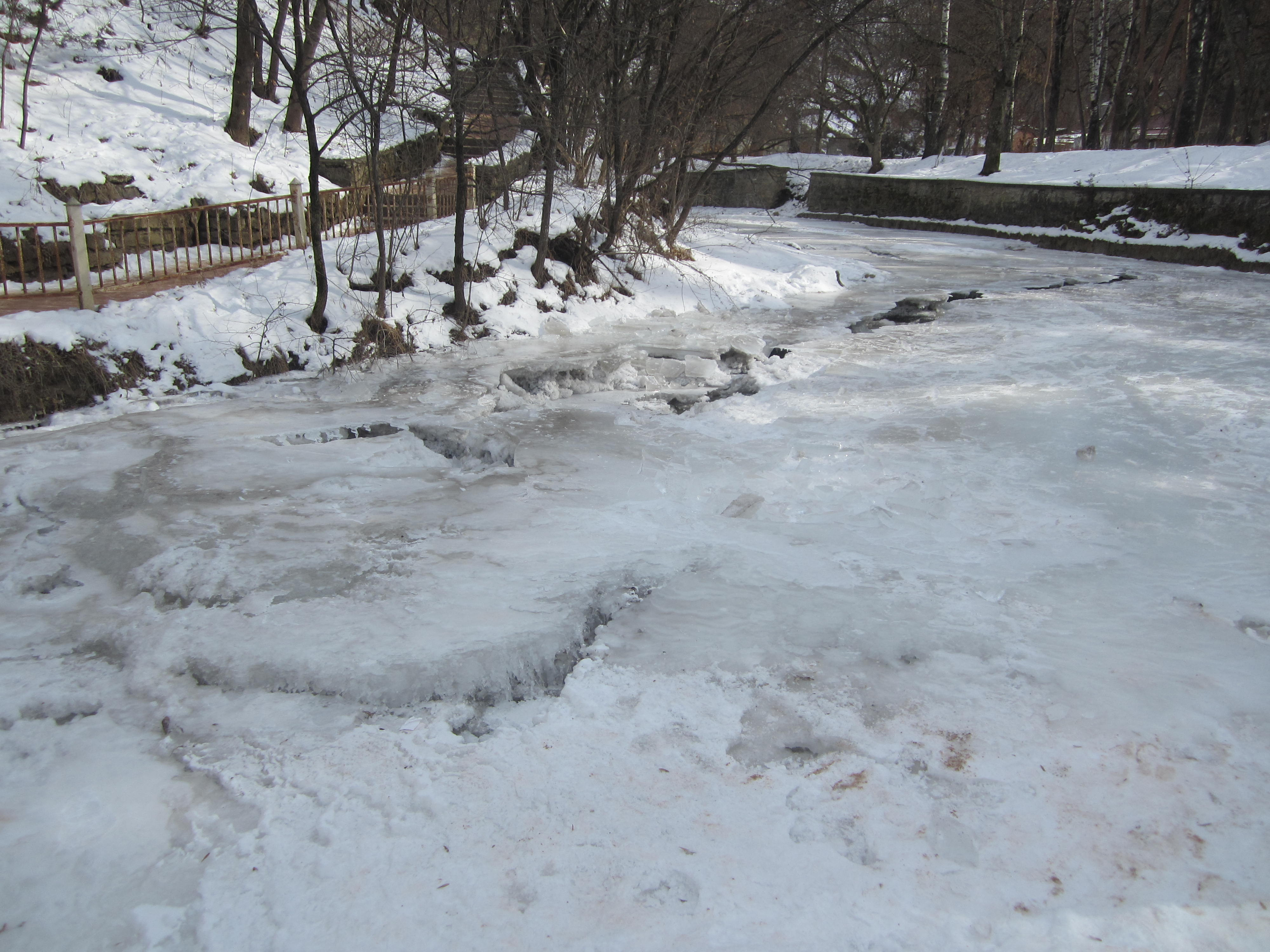
Река Ольховка в парке, февраль 2012 года.

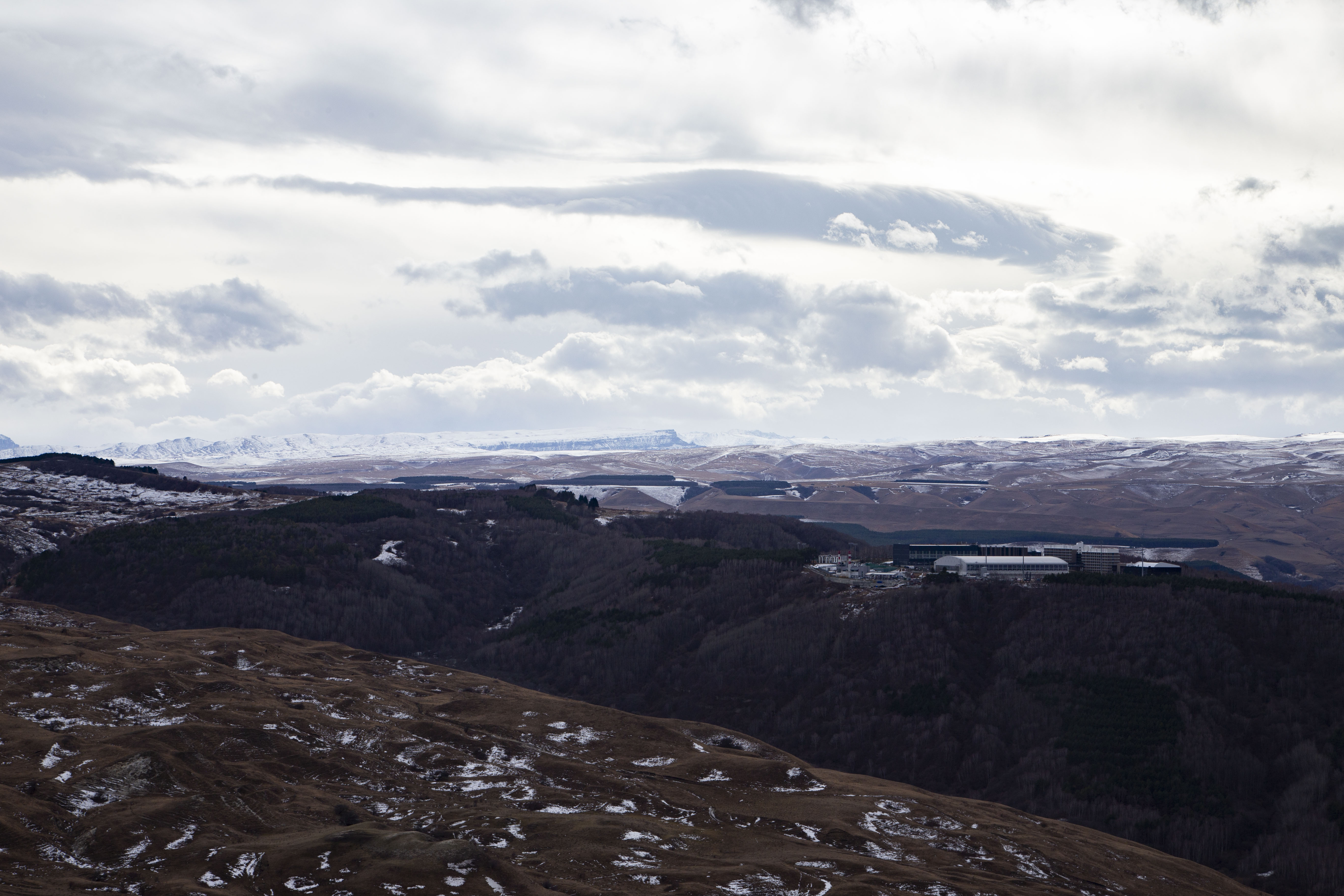
Олимпийский комплекс

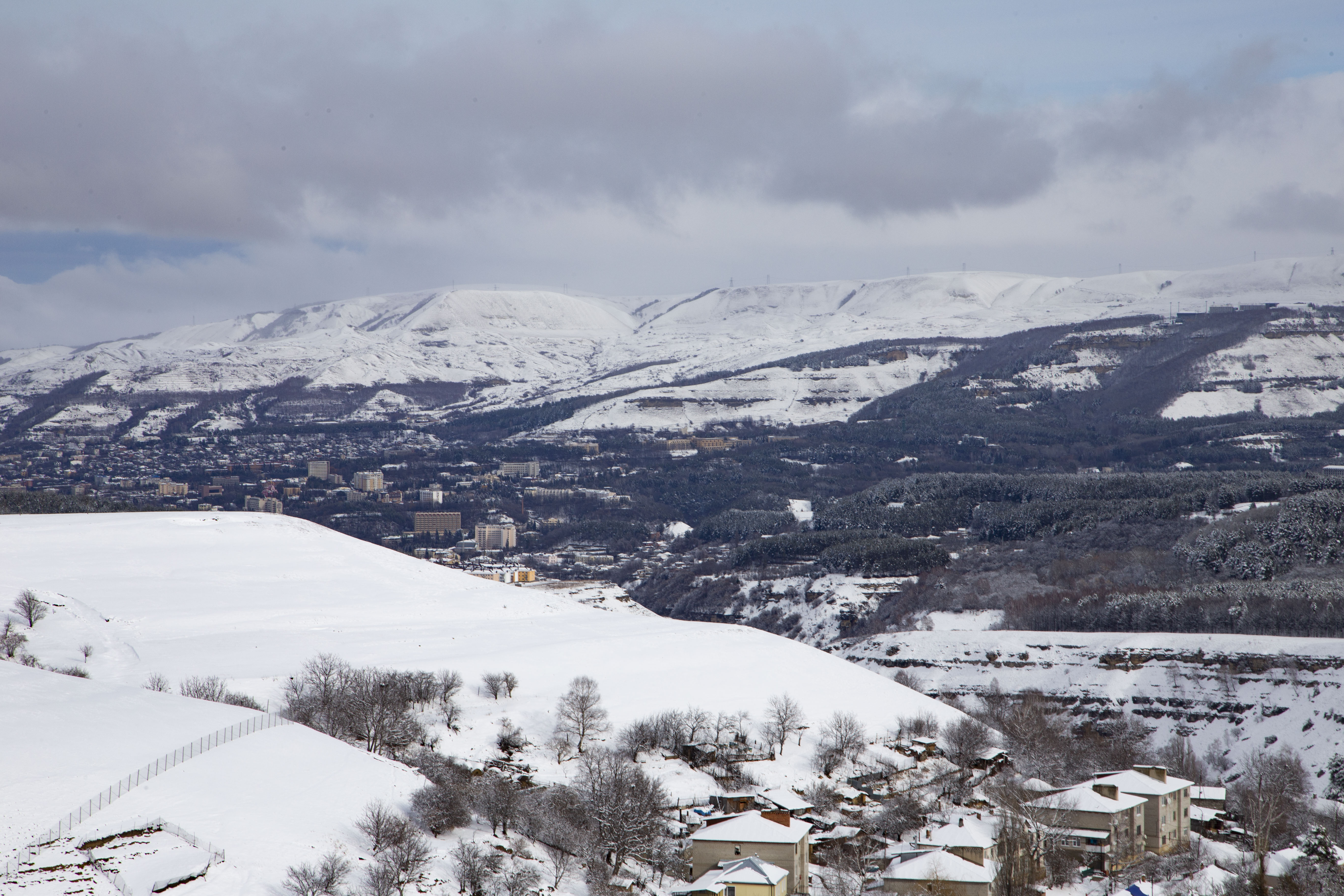
После метели. 29.01.2021

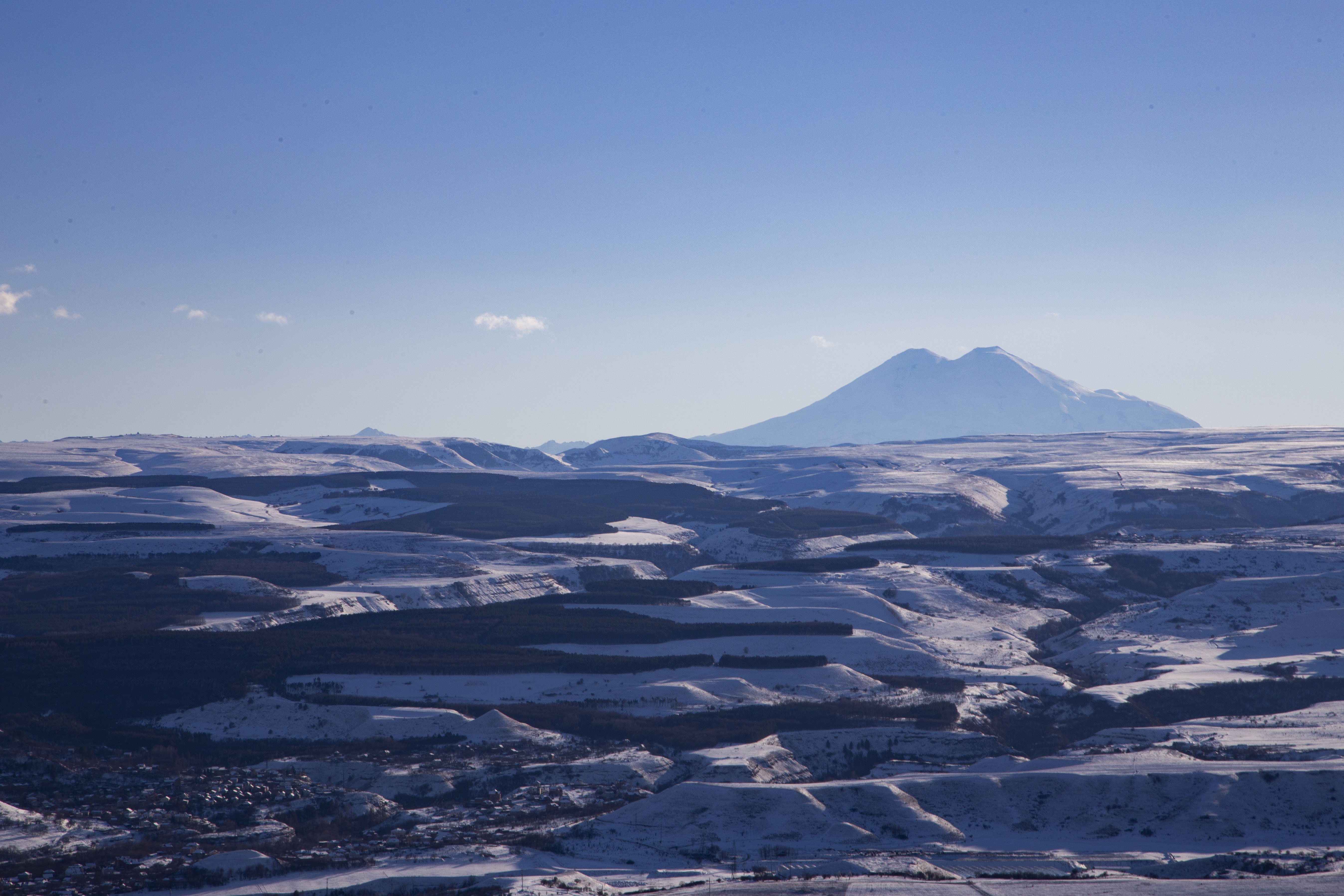
Вид на Эльбрус с Боргустанского хребта.

| Климат Кисловодска (абсолютные температуры с 1886 года, остальные период 1991-2020 гг.) |       |       |       |       |      |      |      |      |      |       |       |       |       |
| Показатель                                                                              | Янв   | Фев   | Март  | Апр   | Май  | Июнь | Июль | Авг  | Сен  | Окт   | Нояб  | Дек   | Год   |
| Абсолютный максимум, °C                                                                 | 18,5  | 20,9  | 27,7  | 32,3  | 34,2 | 35,2 | 36,2 | 36,4 | 36,0 | 31,1  | 26,3  | 24,4  | 36,4  |
| Средний максимум, °C                                                                    | 3,6   | 5,1   | 9,0   | 14,4  | 19,1 | 22,6 | 25,1 | 25,2 | 21,0 | 16,0  | 9,7   | 5,2   | 14,7  |
| Средняя температура, °C                                                                 | −2,2  | −1,4  | 2,6   | 7,9   | 12,9 | 16,6 | 19,1 | 18,9 | 14,5 | 9,3   | 3,2   | −0,6  | 8,4   |
| Средний минимум, °C                                                                     | −6,1  | −5,7  | −1,8  | 3,1   | 7,9  | 11,4 | 13,8 | 13,6 | 9,3  | 4,5   | −1,0  | −4,6  | 3,7   |
| Абсолютный минимум, °C                                                                  | −28,0 | −26,2 | −18,0 | −13,1 | −3,8 | −0,4 | 4,2  | 4,6  | −6,0 | −11,5 | −25,0 | −28,9 | −28,9 |
| Норма осадков, мм                                                                       | 19    | 19    | 39    | 60    | 107  | 123  | 96   | 63   | 60   | 38    | 27    | 23    | 674   |
| Источник:                                                                               |       |       |       |       |      |      |      |      |      |       |       |       |       |

|                                      | Янв | Фев | Мар | Апр | Май | Июн | Июл | Авг | Сен | Окт | Ноя | Дек | Год  |
| Абсолютный максимум осадков          | 44  | 46  | 104 | 138 | 264 | 297 | 263 | 196 | 139 | 113 | 70  | 56  | 1006 |
| Абсолютный минимум осадков           | 1   | 0   | 2   | 8   | 35  | 29  | 17  | 6   | 4   | 1   | 0   | 0   | 422  |
| Абсолютный максимум осадков за сутки | 19  | 23  | 30  | 48  | 61  | 115 | 80  | 90  | 46  | 33  | 28  | 20  | 115  |
| Источник:                            |     |     |     |     |     |     |     |     |     |     |     |     |      |

| Облачность в баллах (1991-2020) | Янв | Фев | Мар | Апр | Май | Июн | Июл | Авг | Сен | Окт | Ноя | Дек | Год |
| Общая облачность                | 6,4 | 6,6 | 7,3 | 7,3 | 7,1 | 6,8 | 6,0 | 5,5 | 5,6 | 5,8 | 5,9 | 6,3 | 6,4 |
| Нижняя облачность               | 3,1 | 3,1 | 4,1 | 4,5 | 4,7 | 4,7 | 4,1 | 3,7 | 3,9 | 3,5 | 3,1 | 3,0 | 3,8 |

Источник: 
| Облачность в баллах (1981-2010) | Янв | Фев | Мар | Апр | Май | Июн | Июл | Авг | Сен | Окт | Ноя | Дек | Год |
| Общая облачность                | 6,4 | 6,2 | 6,9 | 7,3 | 6,8 | 6,6 | 5,9 | 5,4 | 5,5 | 5,6 | 6,1 | 6,2 | 6,2 |
| Нижняя облачность               | 2,9 | 3,0 | 3,9 | 4,5 | 4,6 | 4,7 | 4,2 | 3,8 | 3,9 | 3,6 | 3,2 | 2,9 | 3,8 |

Источник: 
| Облачность в баллах (1961-2000) | Янв | Фев | Мар | Апр | Май | Июн | Июл | Авг | Сен | Окт | Ноя | Дек | Год |
| Общая облачность                | 6,3 | 6,5 | 7,2 | 7,2 | 6,9 | 6,7 | 5,2 | 5,8 | 6,2 | 5,9 | 5,1 | 6,4 | 6,3 |
| Нижняя облачность               | 2,8 | 2,8 | 3,9 | 3,9 | 4,2 | 4,4 | 3,5 | 4,1 | 4,3 | 3,4 | 2,1 | 2,4 | 3,5 |

Источник: 
| Дни без солнца(1991-2020) | Янв | Фев | Мар | Апр | Май | Июн | Июл | Авг | Сен | Окт | Ноя | Дек | Год |
| Дни без солнца(1991-2020) | 7   | 5   | 7   | 5   | 4   | 3   | 2   | 1   | 3   | 3   | 5   | 7   | 52  |

Источник: 
| Дни без солнца(1981-2010) | Янв | Фев | Мар | Апр | Май | Июн | Июл | Авг | Сен | Окт | Ноя | Дек | Год |
| Дни без солнца(1981-2010) | 6   | 4   | 6   | 4   | 3   | 2   | 2   | 1   | 3   | 3   | 5   | 6   | 45  |

Источник: 
| Дни без солнца(1961-2000) | Янв | Фев | Мар | Апр | Май | Июн | Июл | Авг | Сен | Окт | Ноя | Дек | Год |
| Дни без солнца(1961-2000) | 6   | 4   | 6   | 3   | 2   | 2   | 1   | 1   | 4   | 3   | 3   | 6   | 41  |

Источник: 
| Дни без солнца(ср. многолетнее, Савощенко, КМВ, 1960) | Янв | Фев | Мар | Апр | Май | Июн | Июл | Авг | Сен | Окт | Ноя | Дек | Год |
| Дни без солнца(ср. многолетнее, Савощенко, КМВ, 1960) | 6   | 4   | 4   | 4   | 3   | 2   | 1   | 1   | 2   | 2   | 2   | 6   | 37  |

Источник: 
| Среднее число пасмурных дней по общей облачности(1961-2000) | Янв | Фев | Мар | Апр | Май | Июн | Июл | Авг | Сен | Окт | Ноя | Дек | Год |
| Среднее число пасмурных дней по общей облачности(1961-2000) | 8   | 8   | 13  | 11  | 13  | 12  | 8   | 9   | 10  | 8   | 8   | 9   | 117 |

Источник: 
| Среднее число пасмурных дней по нижней облачности(1961-2000) | Янв | Фев | Мар | Апр | Май | Июн | Июл | Авг | Сен | Окт | Ноя | Дек | Год |
| Среднее число пасмурных дней по нижней облачности(1961-2000) | 2   | 2   | 5   | 5   | 5   | 4   | 2   | 2   | 5   | 4   | 1   | 3   | 38  |

Источник: 
| Дни с туманами (1991-2020) | Янв | Фев | Мар | Апр | Май | Июн | Июл | Авг | Сен | Окт | Ноя | Дек | Год |
| Дни с туманами (1991-2020) | 4   | 3   | 4   | 2   | 1   | 1   | 1   | 1   | 2   | 4   | 5   | 5   | 33  |

Источник: 
| Дни с туманами (1981-2010) | Янв | Фев | Мар | Апр | Май | Июн | Июл | Авг | Сен | Окт | Ноя | Дек | Год |
| Дни с туманами (1981-2010) | 5   | 3   | 4   | 2   | 1   | 1   | 1   | 1   | 2   | 4   | 6   | 5   | 35  |

Источник: 
| Дни с туманами (1961-2000) | Янв | Фев | Мар | Апр | Май | Июн | Июл | Авг | Сен | Окт | Ноя | Дек | Год |
| Дни с туманами (1961-2000) | 7   | 3   | 4   | 3   | 2   | 2   | 1   | 2   | 2   | 6   | 5   | 5   | 42  |

Источник:
| Средняя продолжительность туманов в часах (1961-2000) | Янв | Фев | Мар | Апр | Май | Июн | Июл | Авг | Сен | Окт | Ноя | Дек | Год |
| Средняя продолжительность туманов в часах (1961-2000) | 37  | 10  | 20  | 8   | 4   | 7   | 1   | 4   | 6   | 28  | 19  | 25  | 169 |

Источник:
| Среднее число дней с грозой (1961-2000) | Янв | Фев | Мар | Апр | Май | Июн | Июл | Авг | Сен | Окт | Ноя | Дек | Год |
| Среднее число дней с грозой (1961-2000) | 0   | 0   | 0,3 | 2   | 6   | 9   | 10  | 11  | 4   | 0   | 0   | 0   | 42  |

Источник:
| Максимальное число дней с грозой (1961-2000) | Янв | Фев | Мар | Апр | Май | Июн | Июл | Авг | Сен | Окт | Ноя | Дек | Год |
| Максимальное число дней с грозой (1961-2000) | 0   | 1   | 2   | 8   | 13  | 17  | 20  | 14  | 8   | 2   | 1   | 1   | 59  |

Источник:
| Число часов солнечного сияния(1961-2000) | Янв | Фев | Мар | Апр | Май | Июн | Июл | Авг | Сен | Окт | Ноя | Дек | Год  |
| Число часов солнечного сияния(1961-2000) | 136 | 145 | 161 | 173 | 202 | 221 | 266 | 220 | 190 | 166 | 164 | 115 | 2159 |

Источник: 
| Число часов солнечного сияния(Савощенко, КМВ, 1960) | Янв | Фев | Мар | Апр | Май | Июн | Июл | Авг | Сен | Окт | Ноя | Дек | Год  |
| Число часов солнечного сияния(Савощенко, КМВ, 1960) | 132 | 117 | 158 | 159 | 204 | 217 | 233 | 250 | 199 | 182 | 132 | 110 | 2093 |

Источник: 
| Минимальная и максимальная средняя температура воздуха (1886—2021) | Янв  | Фев  | Мар  | Апр  | Май  | Июн  | Июл  | Авг  | Сен  | Окт  | Ноя  | Дек  | Год  |
| Абсолютный средний минимум температуры воздуха                     | -9,8 | -8,9 | -3,5 | 4,3  | 6,8  | 13,7 | 15,4 | 14,9 | 10,4 | 3,5  | -4,9 | -7,6 | -9,8 |
| Абсолютный средний максимум температуры воздуха                    | 4,4  | 3,6  | 7,3  | 12,7 | 17,0 | 20,3 | 21,5 | 22,7 | 19,6 | 14,6 | 8,7  | 5,5  | 22,7 |

Источник: Источник: 
| Средняя скорость ветра(1991-2020) | Янв  | Фев  | Мар  | Апр  | Май  | Июн  | Июл  | Авг  | Сен  | Окт  | Ноя  | Дек  | Год  |
| Средняя скорость ветра(1991-2020) | 1,37 | 1,55 | 1,70 | 1,90 | 1,65 | 1,49 | 1,55 | 1,66 | 1,51 | 1,48 | 1,45 | 1,33 | 1,55 |

Источник: 
| Средняя скорость ветра(1981-2010) | Янв  | Фев  | Мар  | Апр  | Май  | Июн  | Июл  | Авг  | Сен  | Окт  | Ноя  | Дек  | Год  |
| Средняя скорость ветра(1981-2010) | 1,37 | 1,56 | 1,71 | 1,86 | 1,66 | 1,43 | 1,47 | 1,53 | 1,46 | 1,43 | 1,36 | 1,26 | 1,51 |

Источник: 
| Средняя скорость ветра(1961-2000) | Янв | Фев | Мар | Апр | Май | Июн | Июл | Авг | Сен | Окт | Ноя | Дек | Год |
| Средняя скорость ветра(1961-2000) | 1,3 | 1,3 | 1,8 | 2,0 | 1,7 | 1,8 | 1,6 | 1,7 | 1,5 | 1,4 | 1,3 | 1,3 | 1,6 |

Источник: 
| Среднее число дней с сильным ветром (15 м/с и более)(1961-2000) | Янв | Фев | Мар | Апр | Май | Июн | Июл | Авг | Сен | Окт | Ноя | Дек | Год  |
| Среднее число дней с сильным ветром (15 м/с и более)(1961-2000) | 1,5 | 2,1 | 1,5 | 1,6 | 1,5 | 1,1 | 1,0 | 0,8 | 1,0 | 1,2 | 0,9 | 1,3 | 15,5 |

Источник: 
| Максимальное число дней с сильным ветром (15 м/с и более)(1961-2000) | Янв | Фев | Мар | Апр | Май | Июн | Июл | Авг | Сен | Окт | Ноя | Дек | Год |
| Максимальное число дней с сильным ветром (15 м/с и более)(1961-2000) | 5   | 9   | 8   | 6   | 4   | 4   | 5   | 3   | 4   | 7   | 5   | 7   | 39  |

Источник: 
| Средняя относительная влажность воздуха(1991-2020) | Янв | Фев | Мар | Апр | Май | Июн | Июл | Авг | Сен | Окт | Ноя | Дек | Год |
| Средняя относительная влажность воздуха(1991-2020) | 72  | 70  | 71  | 69  | 73  | 74  | 73  | 71  | 74  | 74  | 71  | 71  | 72  |

Источник: 
| Средняя относительная влажность воздуха(1981-2010) | Янв | Фев | Мар | Апр | Май | Июн | Июл | Авг | Сен | Окт | Ноя | Дек | Год |
| Средняя относительная влажность воздуха(1981-2010) | 71  | 70  | 71  | 70  | 72  | 75  | 73  | 73  | 75  | 75  | 73  | 71  | 72  |

Источник: 
| Средняя относительная влажность воздуха(1961-2000) | Янв | Фев | Мар | Апр | Май | Июн | Июл | Авг | Сен | Окт | Ноя | Дек | Год |
| Средняя относительная влажность воздуха(1961-2000) | 72  | 68  | 72  | 68  | 71  | 73  | 71  | 73  | 77  | 73  | 70  | 70  | 71  |

Источник:
| Среднее число дней с относительной влажностью не менее 80%(1961-2000) | Янв | Фев | Мар | Апр | Май | Июн | Июл | Авг | Сен | Окт | Ноя | Дек | Год |
| Среднее число дней с относительной влажностью не менее 80%(1961-2000) | 6   | 4   | 6   | 3   | 4   | 5   | 3   | 4   | 5   | 6   | 5   | 7   | 58  |

Источник: